# История почты и почтовых марок Тринидада и Тобаго
История почты и почтовых марок Тринидада и Тобаго охватывает развитие почтовой связи в Тринидаде и Тобаго, независимом островном государстве в южной части Карибского моря, недалеко от побережья Венесуэлы со столицей в Порт-оф-Спейне, в колониальный период и после обретения независимости, с включением в состав Содружества, возглавляемого Великобританией. Эмиссия собственных почтовых марок для объединённых островов началась в 1913 году. Тринидад и Тобаго входит в число стран — участниц Всемирного почтового союза (ВПС; с 1963), а его национальным почтовым оператором является компания TTPost.

## Развитие почты

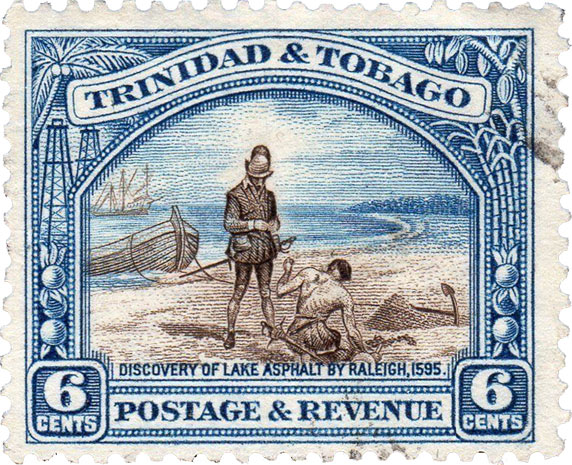
(марка Тринидада и Тобаго, 6 центов, 1953)

История почты на территории Тринидада и Тобаго отсчитывает своё начало со времён, когда острова после их открытия Христофором Колумбом первоначально были испанской колонией. В результате экспедиции сэра Уолтера Рэли в 1595 году[≡] Тринидад перешёл к британцам, но был захвачен в 1676 году французами. В 1797 году Тринидад снова стал английским. В 1802 году Тринидад, а в 1814 году Тобаго были окончательно переданы под колониальное управление Великобритании.
Британское почтовое отделение на Тринидаде было открыто в 1801 году, но занималось только пересылкой заморской почты. Интервалы доставки внутренней почты вне Порт-оф-Спейна не были установлены вплоть до 1816 года.
В середине XIX века частная почтовая компания перевозила корреспонденцию по маршруту Порт-оф-Спейн — Сан-Фернандо и отпечатала для этих целей местные марки.
Регулярную почтовую службу на Тринидаде предложили создать в 1847 году, но реализация этой идеи задержалась на четыре года ввиду того, что британское правительство ожидало убытки от этого предприятия. В 1851 году почтовые отделения для перевозки и доставки внутренней корреспонденции были открыты в Сан-Фернандо и Порт-оф-Спейне, и тогда же в почтовом обращении появились первые почтовые марки Тринидада.
На Тобаго британское почтовое отделение было открыто в 1805 году. В 1841 году в Скарборо, столице Тобаго, был учреждён филиал Главного почтового управления, располагавшегося в Лондоне.
В 1856—1860 годах в почтовом употреблении на Тобаго находились марки Великобритании, а затем до 1879 года — марки Тринидада. Контроль над почтовой системой вновь вернулся в руки властей колонии в 1860 году, и ручной штемпель в виде круга с короной и текстом «Paid at Tobago» («Оплачено на Тобаго») был в употреблении, пока снова не были выпущены почтовые марки.
Прибрежный пароход, использовавшийся в качестве передвижного почтового отделения, обходил вокруг Тобаго, забирая почту для доставки в Порт-оф-Спейн. 4 января 1892 года была организована внутренняя почтовая служба с учреждением почтового отделения в Роксборо, а в 1896 году — в Пембруке и Мориа (Moriah). С 1896 (по другим данным, с 1898) по 1913 год в почтовом обращении на Тобаго повторно находились марки колонии Тринидад.
Несмотря на объединение двух британских колоний на Тринидаде и на Тобаго в одну колонию Тринидад и Тобаго 1 января 1889 года, слияние их почтовых служб произошло только в 1913 году. В более позднее время, в 1958—1962 годах, колония Тринидад и Тобаго входила в состав Вест-Индской федерации, на выпускавшихся марках которой имелась надпись англ. «The West Indies Federation» («Вест-Индская федерация»).
Страна получила независимость 31 августа 1962 года и с тех пор развивает самостоятельную почтовую службу, которая 15 июня 1963 года присоединилась к международным почтовым договорам под эгидой ВПС. Современной почтовой компанией Тринидада и Тобаго является TTPost (англ. Trinidad and Tobago Postal Corporation).

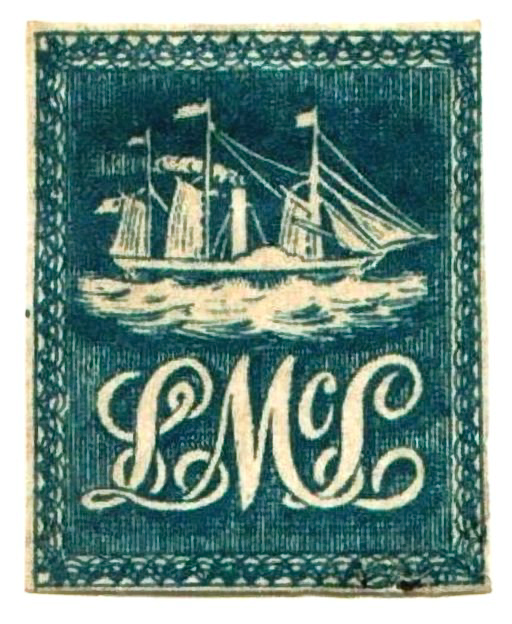

## Выпуски почтовых марок

### Тринидад

#### Первые марки

##### Местные
Первыми почтовыми марками, выпущенными на территории нынешнего Тринидада и Тобаго, были знаменитые марки «Леди Маклеод», эмитированные в 1847 году для оплаты писем на частной почтовой линии Порт-оф-Спейн — Сан-Фернандо[≡].

##### Государственные
В 1851 году вышли государственные почтовые марки для Тринидада. В качестве рисунка на них было дано аллегорическое изображение сидящей Британии:

Марки из 1-го официального выпуска Тринидада, колониальный тип — «Сидящая Британия» (1851)
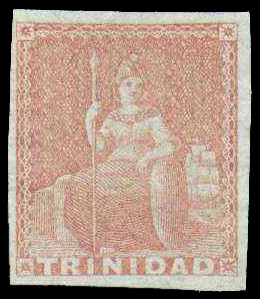
1 пенни, без указания номинала (Sc #1a)
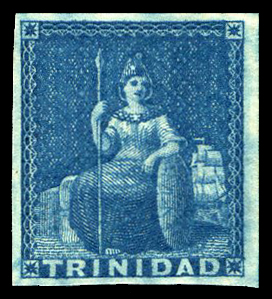
То же (Sc #3a)

#### Последующие эмиссии
Выпуск марок Тринидада продолжался и далее, но был прекращён в 1909 году.

Примеры марок Тринидада с изображениями сидящей Британии и королевы Виктории
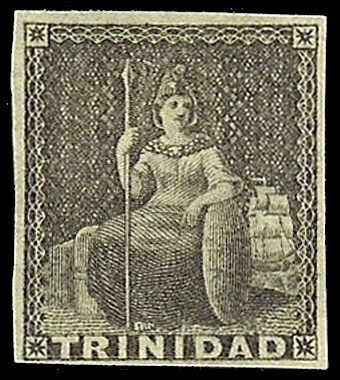
1852: 1 пенни, без указания номинала (Sc #4a)
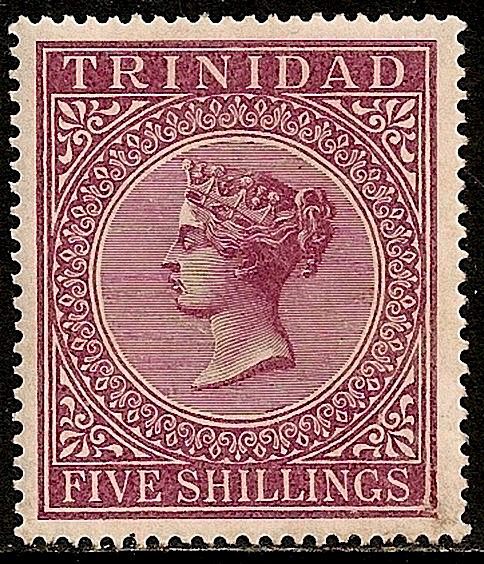
1869: 5 шиллингов (Mi #25; SG #87)
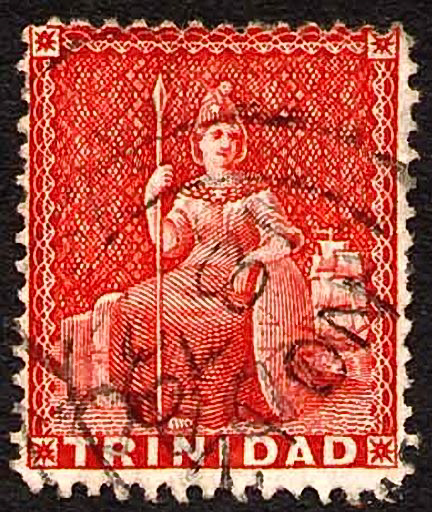
1876: 1 пенни, без указания номинала
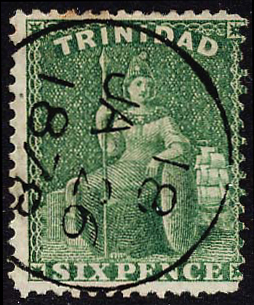
1878: 6 пенсов
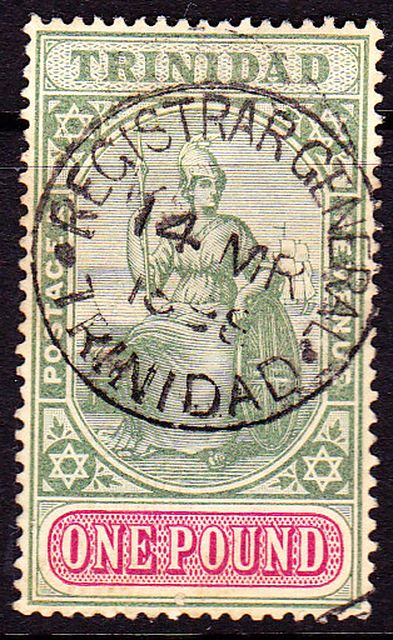
1896: 1 фунт стерлингов (Mi #46; SG #124)[^]

Всего с 1851 года по 1910 год были эмитированы 77 почтовых марок этой британской колонии. На них встречаются следующие надписи: «Trinidad» («Тринидад»), «Trinidad postage» («Почтовый сбор. Тринидад»), «Postage & Revenue» («Почтовый и гербовый сбор»)[≡].
С 1913 года марки Тринидада в обращении сменили почтовые марки Тринидада и Тобаго.

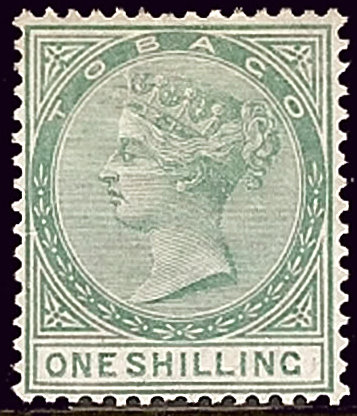

### Тобаго
Собственные марки выпускались для Тобаго в 1879—1896 годах.

#### Первые марки
Первые почтовые марки британской колонии Тобаго были выпущены в 1879 году. Это были фискальные марки, которые поступили также в почтовое обращение (то есть имели статус почтово-гербовых марок)[≡].

#### Последующие эмиссии
В 1880 году увидели свет почтовые марки с рисунком, аналогичным таковому на выпуске 1879 года, но с надписью «Postage» («Почтовый сбор»):

Примеры почтовых марок Тобаго с портретом королевы Виктории
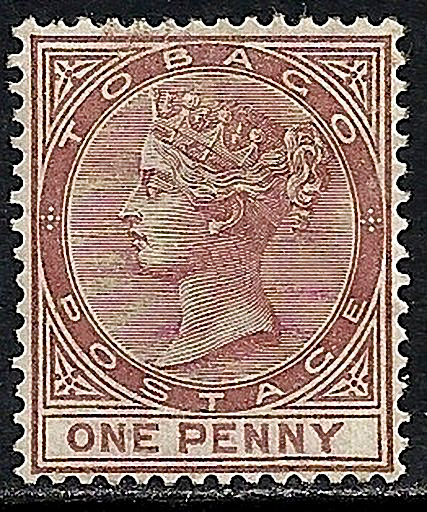
1880: 1 пенни (Mi #8)
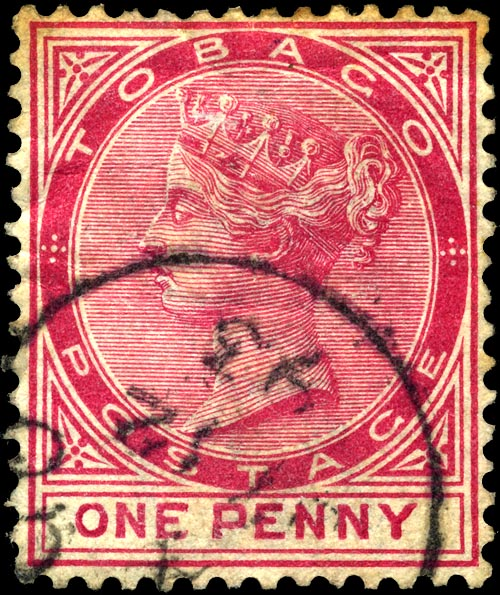
1886: 1 пенни (Mi #19)
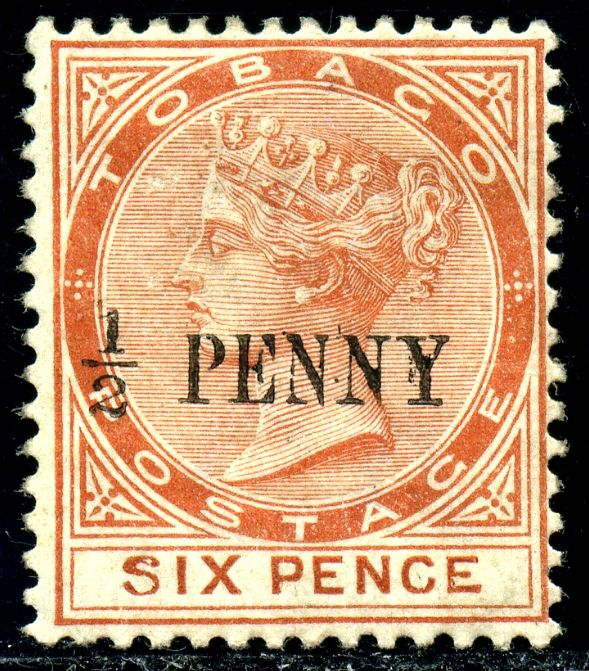
1887: надпечатка ½ пенни на марке в 6 пенсов (Mi #27)

Всего с 1879 года по 1897 год были эмитированы 31 почтовая марка и 9 почтово-гербовых марок Тобаго. На почтовых марках оригинального рисунка были надписи «Tobago» («Тобаго») и «Postage» («Почтовый сбор»).
С 1913 года в обращении стали использоваться марки Тринидада и Тобаго.

### Тринидад и Тобаго

#### Первые марки
На выпущенных в 1913 году первых почтовых марках объединённой колонии была изображена аллегорическая фигура Британии, известная как «Сидящая Британия»[≡] и присутствующая также на ранних марках Тринидада колониального типа.

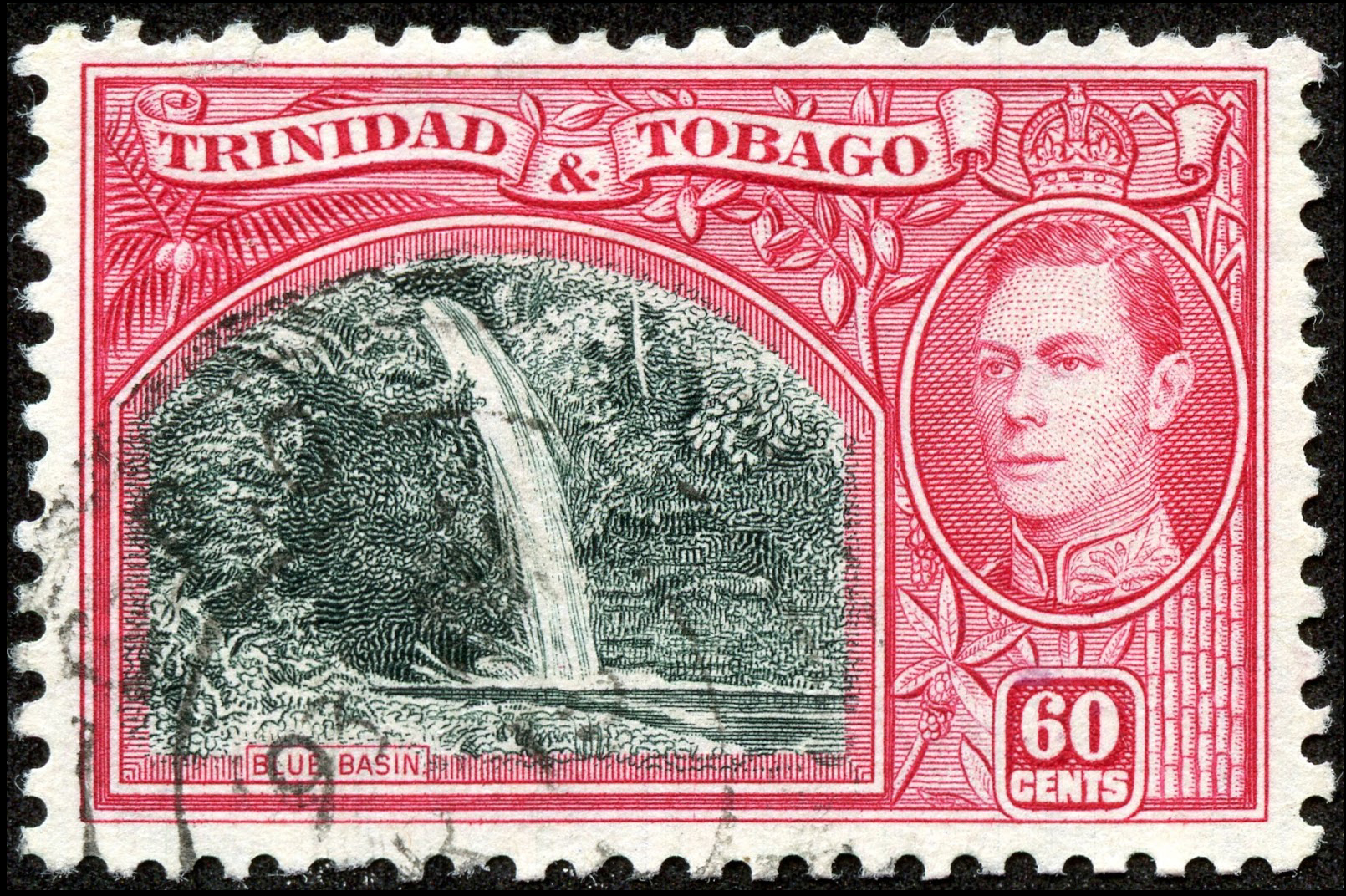
Марка Тринидада и Тобаго с портретом короля Георга VI и видом водопада Голубой Бассейн, 1938, 60 центов

#### Последующие эмиссии
Первые памятные марки Тринидада и Тобаго появились в 1935 году.

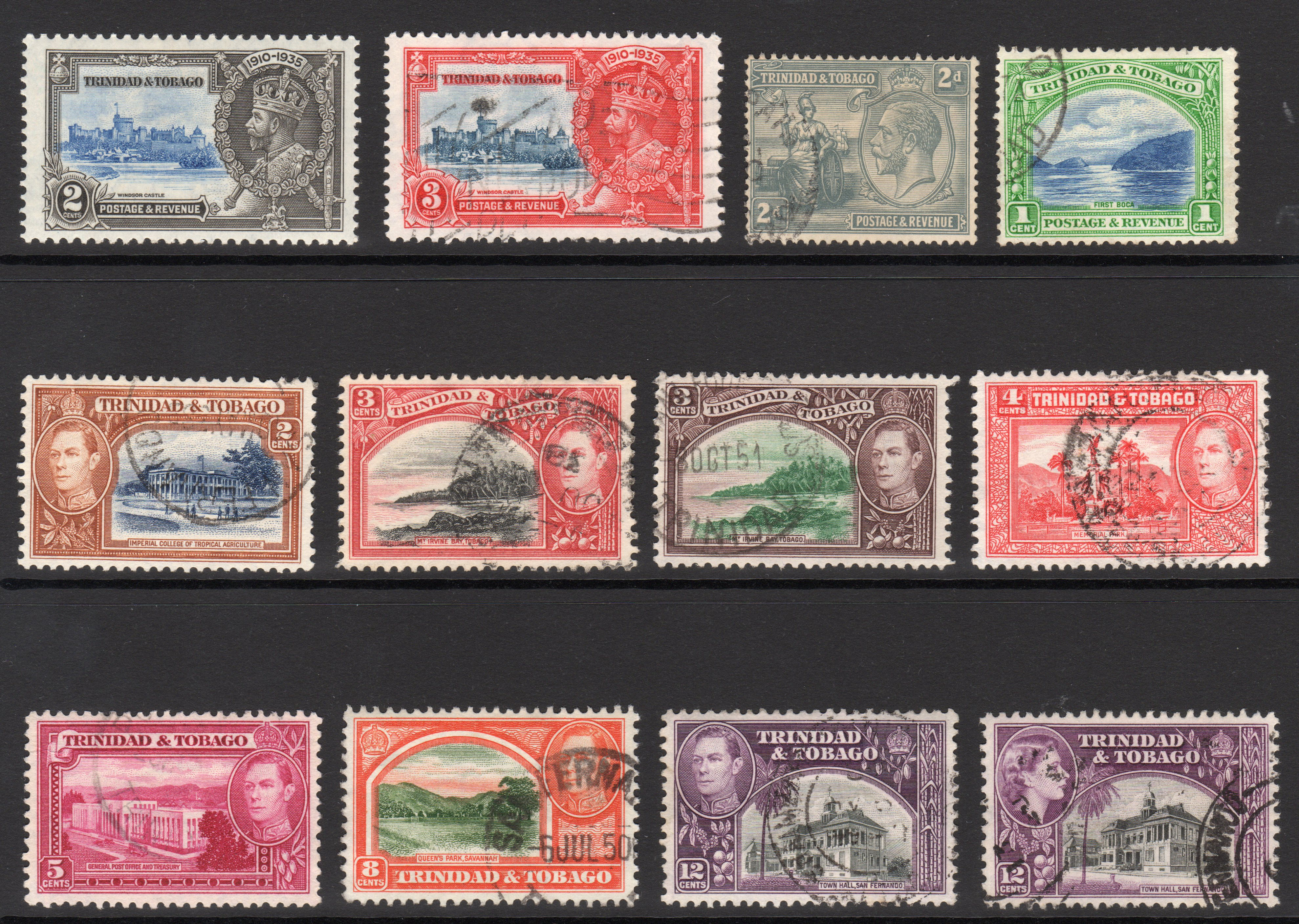
Подборка почтовых марок Тринидада и Тобаго середины XX века.
Верхний ряд:
• 1935: две марки из первого коммеморативного «Серебряный юбилейный выпуск» в честь 25-летия пребывания на троне Георга V, с видом Виндзорского замка, номиналами в 2 и 3 цента
• 1922: сидящая Британия и Георг V, 2 пенса
• 1935: Бокас-дель-Драгон, 1 цент
Средний ряд:
• 1938 — четыре марки из серии с портретом Георга VI, на которых также изображены:
— Имперский колледж тропического сельского хозяйства, 2 цента
— Гольф-клуб Маунт-Ирвайн-Бей, Тобаго, 3 цента
— то же(Mi #134)
— Мемориальный парк (Порт-оф-Спейн), Порт-оф-Спейн, 4 цента
Нижний ряд:
• 1938 — три марки из серии с портретом Георга VI:
— главпочтамт и, 5 центов
— Куинз Парк Саванна, 8 центов
— ратуша, Сан-Фернандо, 12 центов
• 1953: Елизавета II на марке, повторяющей и номинал предыдущей марки с портретом Георга VI

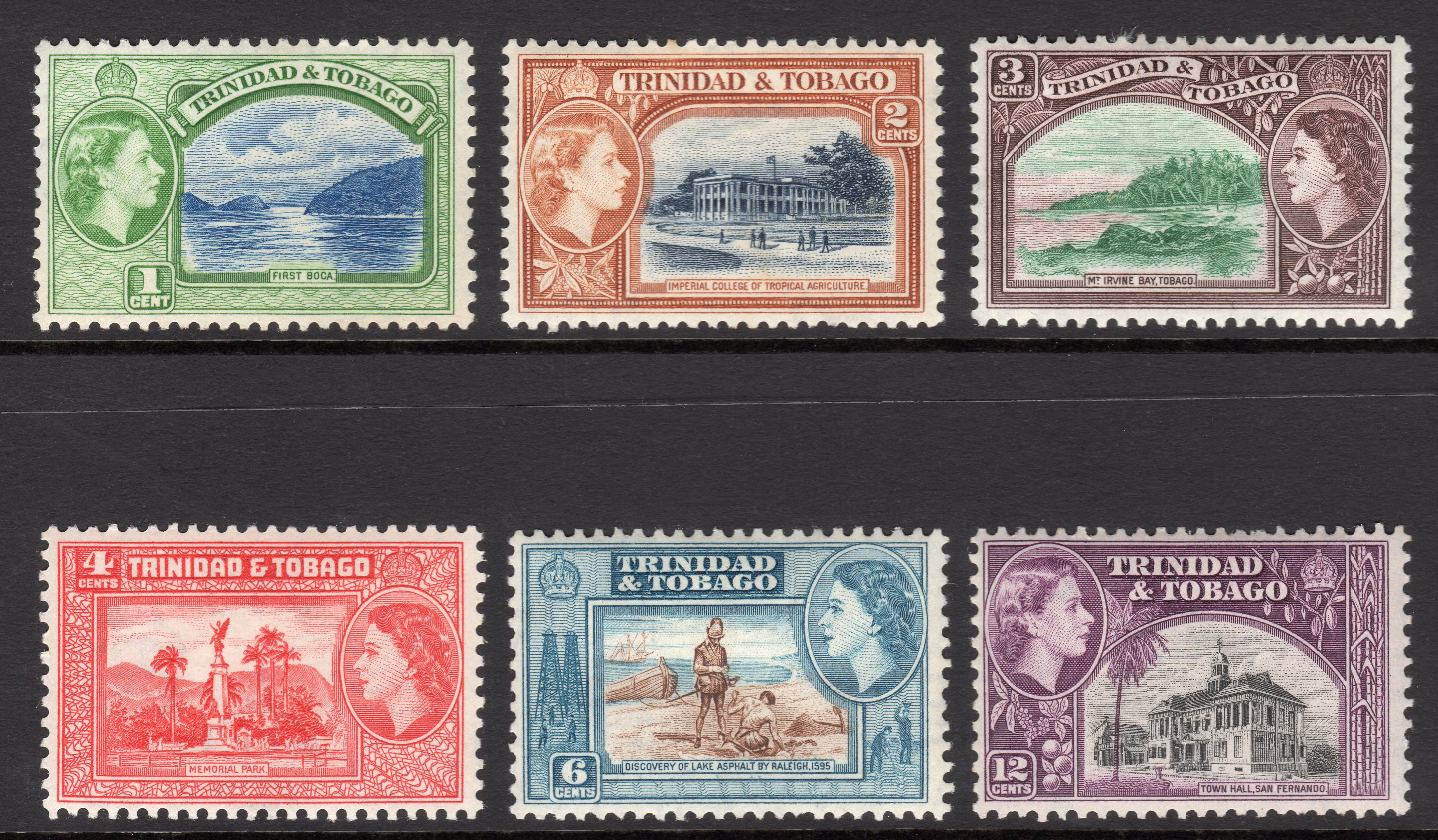
Марки Тринидада и Тобаго из серии 1953 года с портретом Елизаветы II, которая повторяет и номиналы марок, изданных в правление Георга VI.
Верхний ряд:
• Бокас-дель-Драгон, 1 цент
• Имперский колледж тропического сельского хозяйства, 2 цента
• Гольф-клуб Маунт-Ирвайн-Бей, Тобаго, 3 цента
Нижний ряд:
• Мемориальный парк (Порт-оф-Спейн), Порт-оф-Спейн, 4 цента
• открытие битумного озера Уолтером Рэли в 1595 году, 6 центов
• ратуша, Сан-Фернандо, 12 центов

Провозглашению независимости Тринидада и Тобаго 31 августа 1962 года был посвящён выпуск памятной серии.
Всего за первый полувековой период, с 1913 по 1963 год, были изданы 122 почтовые марки. При этом на оригинальных марках присутствовали надписи: «Trinidad & Tobago» («Тринидад и Тобаго»); «Postage & Revenue» («Почтовый и гербовый сбор»).
В 1970 году вышел первый почтовый блок Тринидада и Тобаго.

## Другие виды почтовых марок

### Почтово-благотворительные
В 1914—1918 годах для Тринидада и Тобаго эмитировали почтово-благотворительные марки.

### Военно-налоговые
В 1915—1918 годах также выпускались военно-налоговые марки. На марках делалась надпечатка «War tax» («Военный сбор»).

### Служебные
В 1893—1910 годах хождение имели служебные марки, изданные от имени Тринидада:

Примеры служебных марок Тринидада с изображением сидящей Британии
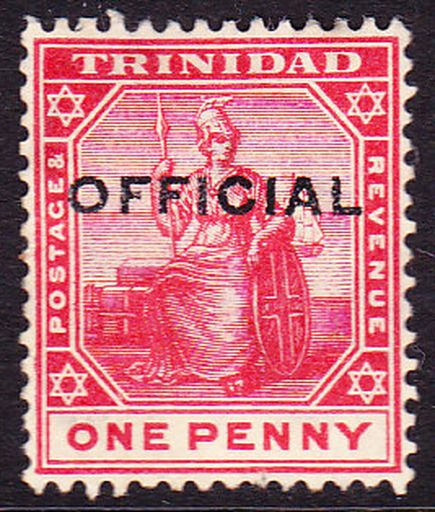
Надпечатка «Official» («Служебная»), 1 пенни, негашёная
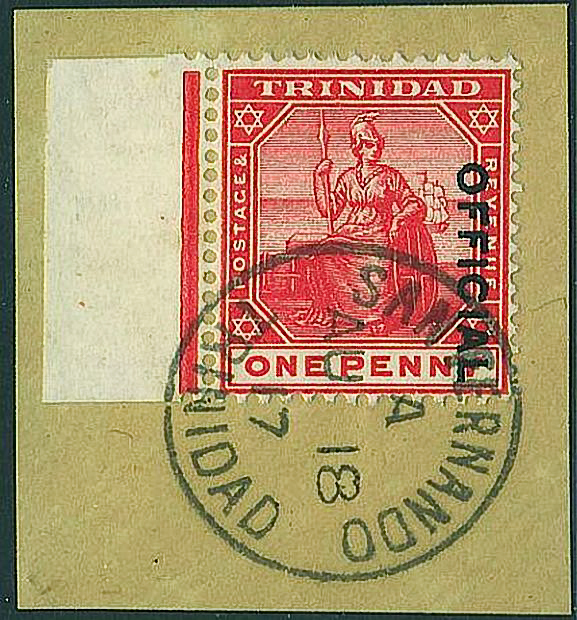
То же на вырезке и с вертикальной надпечаткой, погашена календарным штемпелем

В 1913—1917 годах производился выпуск служебных марок для объединённых островов. На марках ставилась надпечатка «Official» («Служебная»), и таковых было издано 14 марок

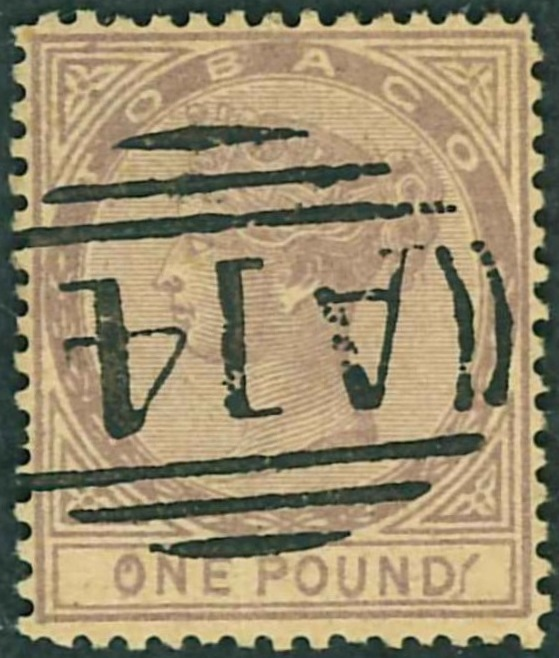
Почтово-гербовая марка Тобаго 1879 года, подделанная Анджело Панелли

### Доплатные
Первоначально доплатные марки выходили отдельно для Тринидада в 1885—1907 годах. С 1929 года в Тринидаде и Тобаго эмитировались доплатные марки, которых в XX веке поступило в обращение 33 марки.

## Фальсификации
Известны случаи фальсификации почтовых марок Тринидада и Тобаго, как например, подделка марки Тобаго 1879 года, выполненная Анджело Панелли.

## Развитие филателии
Филателистов страны объединяет Филателистическое общество Тринидада и Тобаго (Philatelic Society of Trinidad and Tobago), не принимающее, однако, участия в деятельности Международной федерации филателии.